# Bolwerkenroute (Amsterdam)

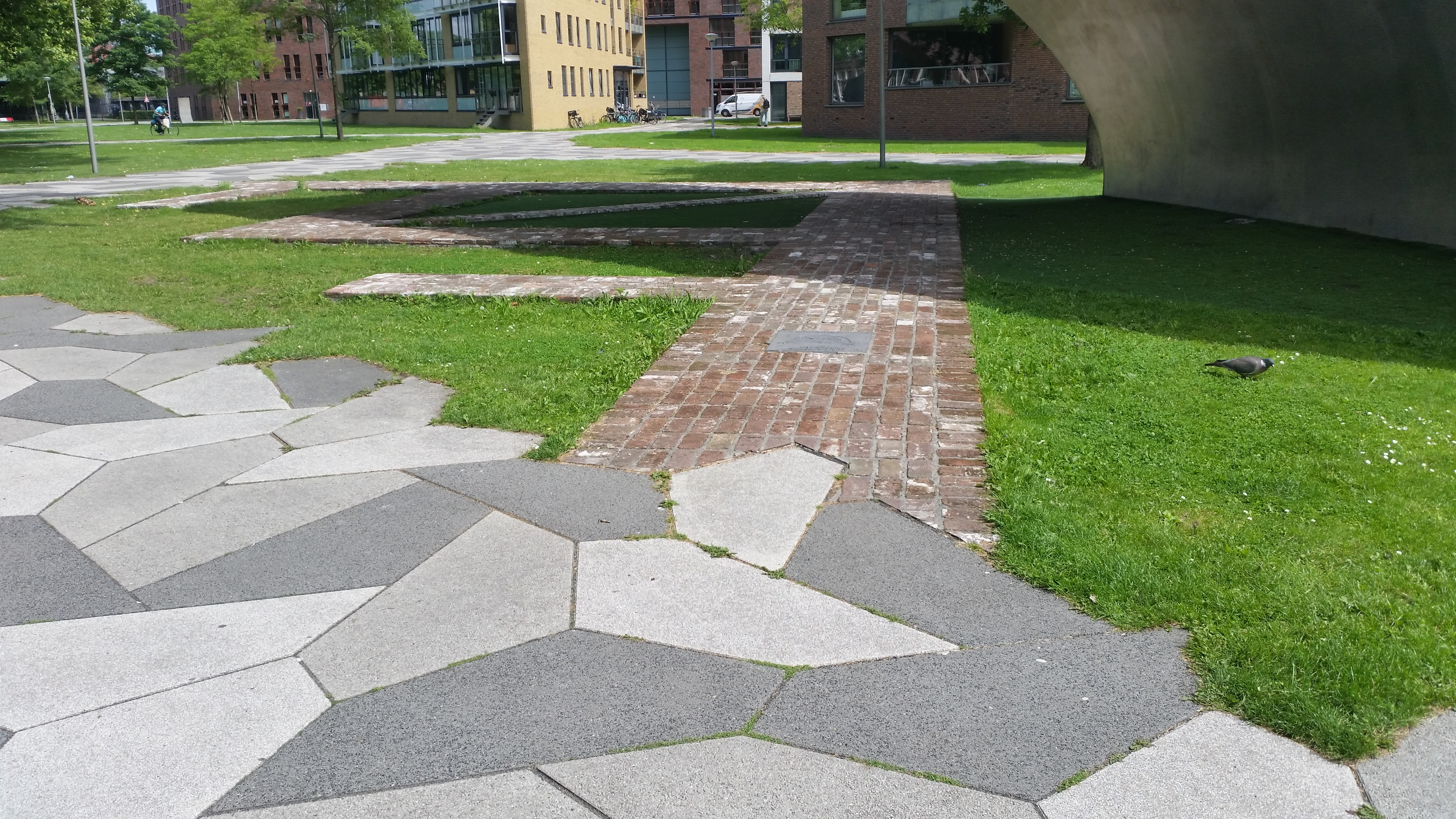
Plaquette Zeeburg/De Zon in bouwresten (augustus 2020)

De Bolwerkenroute is een kunstproject op een historische route in Amsterdam.
Het kwam tot stand dankzij een initiatief van mimespeler en amateurhistoricus Rob van Reijn. Hij kwam bij de gemeente Amsterdam met het idee de voormalige bolwerken, vaak met een molen, in het stadsbeeld aan te geven. De zesentwintig bolwerken die Amsterdam van de 17e tot en met de 19e eeuw verdedigden werden opgeofferd aan stadsuitbreidingen; alleen de stellingmolen De Gooyer bleef wel overeind. De gemeente ging akkoord mits voldoende sponsors gevonden werden om het te financieren. Kunstenaar Joost Grootens werd om een ontwerp gevraagd. Er kwamen zesentwintig plaquettes met de plattegrond van het 19e-eeuwse Amsterdam met daarop aangegeven welk bolwerk en welke molen waar stond. Het kunstwerk kan dienen ter begeleiding van een stadswandeling of fietsroute om alle plaquettes te bezoeken. De eerste plaquette werd op 24 februari 2010 onthuld.
De serie plaquettes begint bij De Bok op bolwerk Blaauwhoofd en eindigt bij De Zon op bolwerk Zeeburg. Die laatste plaquette is bijzonder. Ze is te vinden in het Funenpark. Hier werden bij opgravingen ten behoeve van de aanleg van een nieuwe woonwijk restanten van het oude bolwerk teruggevonden; de plaquette ligt er tussen en maakt tegelijk deel uit van het kunstwerk Tussentijd van Gabriel Lester. 
Het project mondde in 2014 dankzij een samenwerking met Maarten Hell uit in het boek De ommuurde stad. 